# Hanni Rehborn
Hanni Rehborn   (Bochum, 20 de novembre de 1907 - Essen, 30 de novembre de 1987) va ser una saltadora alemanya que va competir a començaments del segle xx.
El 1928 va prendre part en els Jocs Olímpics d'Amsterdam, on fou sisena en la prova del palanca de 10 metres del programa de salts. El 1927 guanyà la medalla de bronze en la prova de trampolí de 3 metres als Campionats d'Europa de Bolonya.
Rehborn va pertànyer al cercle més íntim d'Adolf Hitler. El 1934 es casà amb Karl Brandt, metge personal de Hitler i al seu casament exerciren de testimonis el mateix Hitler i el futur mariscal general Hermann Göring. Brandt va ser jutjat als Judicis de Nuremberg i fou executat el 2 de juny de 1948.